# Lincoln Electric
Lincoln Electric – przedsiębiorstwo założone w 1895 przez Johna C. Lincolna. Zajmuje się projektowaniem, rozwojem i produkcją urządzeń do spawania łukowego, systemów zrobotyzowanych, cięcia plazmowego i gazowego oraz produkcji materiałów spawalniczych.
W Polsce obecne od 1990 r. 18 stycznia 2002 Lincoln Electric wykupiła firmę „Bester” z Bielawy. Obecnie (2008) jest to największa fabryka tego koncernu w Europie.

## Historia
- 1895 – produkcja silników elektrycznych własnej konstrukcji;
- 1911 – wyprodukowanie pierwszego w świecie, przenośnego urządzenia spawalniczego o zmiennym napięciu;
- 1917 – otwarcie pierwszej w świecie szkoły spawania.

## LE w liczbach
- 7000 pracowników na całym świecie
- 33 fabryki w 19 krajach na 5 kontynentach
- Przedstawicielstwa w ponad 160 krajach
- Największa w Europie i w Polsce sieć partnerów (dystrybutorów i punktów serwisowych)